# Левоямное
Левоямное — деревня в Козульском районе Красноярского края России. Входит в состав Новочернореченского сельсовета. Находится примерно в 19 км к северо-западу от районного центра, посёлка Козулька, на высоте 314 метров над уровнем моря.

## Население
| 2010 |
| ---- |
| 3    |

По данным Всероссийской переписи, в 2010 году численность населения деревни составляла 3 человека (2 мужчины и 1 женщина).

## Улицы
Уличная сеть деревни состоит из одной улицы (ул. Хуторская).